# 波里奇恰 (韋謝利諾韋區)
47°23′22″N 31°7′30″E / 47.38944°N 31.12500°E
波里奇恰（烏克蘭語：Поріччя），是烏克蘭南部的村莊，隸屬尼古拉耶夫州的沃茲涅先斯克區。該村始建於1809年，面積2.07平方公里，海拔高度19米，2001年人口746，人口密度每平方公里360.2人。